# Правило Гессе
Правило Гессе — правило, згідно з яким особини  популяцій в північних районах мають відносно більшу масу  серця в порівнянні з особинами  південних місць існування. Це й зрозуміло — велика інтенсивність обміну і необхідність підтримувати відносно постійну температуру тіла при більш низьких температурах вимагає кращого кровопостачання. А для цього потрібний більш потужний серцевий м'яз.
Є як би доповненням до  правила Бергмана, яке свідчить — при просуванні на північ середні розміри тіла в популяціях  ендотермних тварин збільшуються.

## Ресурси Інтернету
- Дедю И. И. Экологический энциклопедический словарь. — Кишинев, 1989
- Словарь ботанических терминов / Под общ. ред. И. А. Дудки. — Киев, Наук. Думка, 1984
- Англо-русский биологический словарь (online версия)
- Англо-русский научный словарь (online версия)